# Tihomir Miloševski
Tihomir Miloševski, makedonski general, * 23. julij 1915, † 1. april 1984, Skopje.

## Življenjepis
Kot podporočnik VKJ je bil leta 1941 zajet in pristal je v bolgarskem vojnem ujetništvu. Leta 1942 se je pridružil NOVJ in naslednje leto KPJ. Med vojno je bil med drugim poveljnik 41. divizije in 15. korpusa.
Po vojni je bil med drugim načelnik štaba vojaškega področja.